# Pedicularis siamensis
Pedicularis siamensis är en snyltrotsväxtart som beskrevs av Tsoong. Pedicularis siamensis ingår i släktet spiror, och familjen snyltrotsväxter. Inga underarter finns listade i Catalogue of Life.